# 미국의 목화 생산

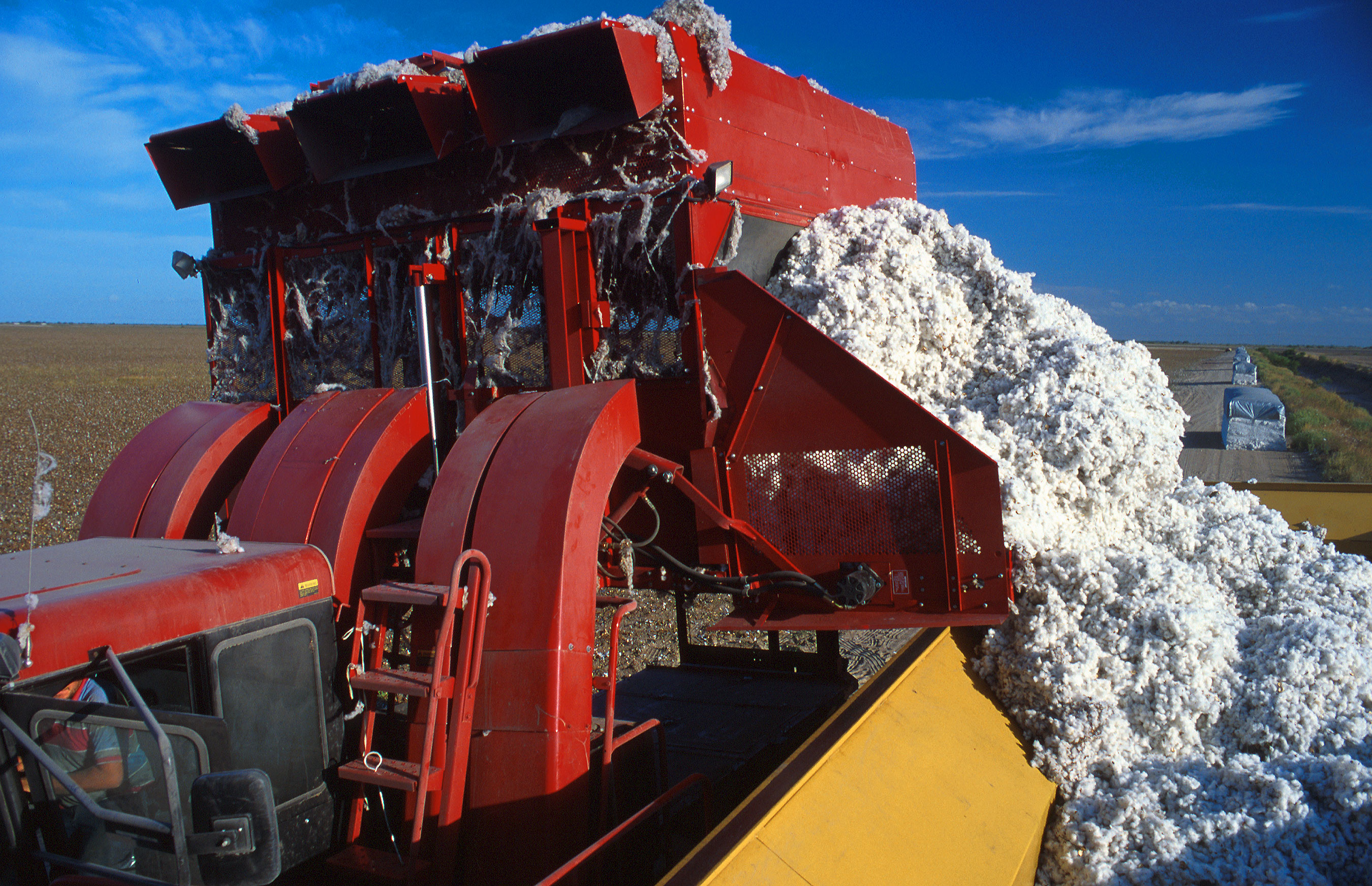
텍사스주에서 갓 수확한 목화를 내려놓는 채면기

미국은 세계 최대 목화 수출국이고, 중국과 인도에 이어 세계 3위 생산국이다. 면섬유는 거의 대부분 미국 남부와 미국 서부에서, 주로 텍사스주, 캘리포니아주, 애리조나주, 미시시피주, 아칸소주, 루이지애나주에서 수확된다. 미국에서 재배되는 목화 중 99% 이상이 육지면, 나머지는 해도면이다. 미국의 목화 산업은 매년 210억 불에 달하고 12만 5천 명을 고용한다.